# Менделеевская улица (Санкт-Петербург)
Менделе́евская улица — улица в Калининском районе Санкт-Петербурга. Проходит от Чугунной улицы до Полюстровского проспекта в историческом районе Выборгская сторона. Имеет исключительно промышленно-деловую застройку.

## История
Улица получила название в 1913 году, но реально она появилась только в начале 1920-х годов.

## Пересечения
С запада на восток (по увеличению нумерации зданий) Менделеевскую улицу пересекают следующие улицы:
- Чугунная улица — Менделеевская улица примыкает к ней;
- Литовская улица — примыкание;
- Полюстровский проспект — Менделеевская улица примыкает к нему.

## Транспорт
Ближайшая к Менделеевской улице станция метро — «Выборгская» (около 300 м по прямой от начала улицы), для конца улицы — также «Лесная» (около 1,5 км по прямой). Обе станции расположены на 1-й (Кировско-Выборгской) линии.
Движение наземного общественного транспорта по улице отсутствует.
Ближайшая к Менделеевской улице железнодорожная станция — Кушелевка (около 1,6 км по прямой от примыкания Литовской улицы). На расстоянии около 1,9 км по прямой от начала улицы находится Финляндский вокзал.

## Общественно значимые объекты
- Ленинградский механический завод имени Карла Либкнехта (у примыкания к Чугунной улице) — Чугунная улица, дом 14;
- завод «Союзтеплострой» (у примыкания Литовской улицы) — дом 8;
- бизнес-центр «Менделеевский» (у примыкания к Полюстровскому проспекту) — дом 9, литера В.